# Schizoprymnus nigripes
Schizoprymnus nigripes är en stekelart som först beskrevs av Thomson 1892.  Schizoprymnus nigripes ingår i släktet Schizoprymnus och familjen bracksteklar. Arten är reproducerande i Sverige. Inga underarter finns listade i Catalogue of Life.